# قائمة أنواع الوعلان
يوجد عدة أنواع من جنس الوعلان :	
- وعلان إسفيني (الاسم العلمي:Commelina cuneata)
- وعلان إهليلجي (الاسم العلمي:Commelina elliptica)
- وعلان أبيض الأزهار (الاسم العلمي:Commelina albiflora)
- وعلان أذيني (الاسم العلمي:Commelina auriculata)
- وعلان أرجواني (الاسم العلمي:Commelina purpurea)
- وعلان أزرق (الاسم العلمي:Commelina cyanea)
- وعلان أصغر (الاسم العلمي:Commelina minor)
- وعلان أضيق (الاسم العلمي:Commelina angustissima)
- وعلان أفريقي (الاسم العلمي:Commelina africana)
- وعلان أليف الرمال (الاسم العلمي:Commelina arenicola)
- وعلان أليف الصخور (الاسم العلمي:Commelina rupicola)
- وعلان أملس الثمار (الاسم العلمي:Commelina leiocarpa)
- وعلان أهلب (الاسم العلمي:Commelina hispida)
- وعلان بسيط (الاسم العلمي:Commelina modesta)
- وعلان بكويرتي (الاسم العلمي:Commelina bequaertii)
- وعلان بيترسي (الاسم العلمي:Commelina petersii)
- وعلان توماسي (الاسم العلمي:Commelina thomasii)
- وعلان ثلاثي الألوان (الاسم العلمي:Commelina tricolor)
- وعلان ثنائي البذور (الاسم العلمي:Commelina disperma)
- وعلان جاليسكاني (الاسم العلمي:Commelina jaliscana)
- وعلان جيمسوني (الاسم العلمي:Commelina jamesonii)
- وعلان حجري (الاسم العلمي:Commelina saxatilis)
- وعلان حرجي (الاسم العلمي:Commelina sylvatica)
- وعلان حزيمي (الاسم العلمي:Commelina fasciculata)
- وعلان خشن (الاسم العلمي:Commelina scabra)
- وعلان خشن السويق (الاسم العلمي:Commelina aspera)
- وعلان خيمي (الاسم العلمي:Commelina umbellata)
- وعلان داكن (الاسم العلمي:Commelina obscura)
- وعلان درني (الاسم العلمي:Commelina tuberosa)
- وعلان ركبي (الاسم العلمي:Commelina geniculata)
- وعلان رؤيسي (الاسم العلمي:Commelina capitata)
- وعلان زاحف (الاسم العلمي:Commelina reptans)
- وعلان زائدي (الاسم العلمي:Commelina appendiculata)
- وعلان زنكري (الاسم العلمي:Commelina zenkeri)
- وعلان زهيري (الاسم العلمي:Commelina rosulata)
- وعلان سبخي (الاسم العلمي:Commelina paludosa)
- وعلان ستولزي (الاسم العلمي:Commelina stolzii)
- وعلان سكيمي (الاسم العلمي:Commelina sikkimensis)
- وعلان سماوي (الاسم العلمي:Commelina coelestis)
- وعلان سناني (الاسم العلمي:Commelina lanceolata)
- وعلان سويقي أجرد (الاسم العلمي:Commelina scaposa)
- وعلان سيفي الأوراق (الاسم العلمي:Commelina ensifolia)
- وعلان سيلاني (الاسم العلمي:Commelina zeylanica)
- وعلان شاحب (الاسم العلمي:Commelina pallida)
- وعلان شامسواني (الاسم العلمي:Commelina chamissonis)
- وعلان شبكي (الاسم العلمي:Commelina reticulata)
- وعلان شفاينفورتي (الاسم العلمي:Commelina schweinfurthii)
- وعلان شليبني (الاسم العلمي:Commelina schliebenii)
- وعلان شوكي البذور (الاسم العلمي:Commelina echinosperma)
- وعلان صومالي (الاسم العلمي:Commelina somalensis)
- وعلان سيفي الأوراق (الاسم العلمي:Commelina ensifolia)
- وعلان سيلاني (الاسم العلمي:Commelina zeylanica)
- وعلان شاحب (الاسم العلمي:Commelina pallida)
- وعلان شامسواني (الاسم العلمي:Commelina chamissonis)
- وعلان شبكي (الاسم العلمي:Commelina reticulata)
- وعلان شفاينفورتي (الاسم العلمي:Commelina schweinfurthii)
- وعلان شليبني (الاسم العلمي:Commelina schliebenii)
- وعلان شوكي البذور (الاسم العلمي:Commelina echinosperma)
- وعلان صومالي (الاسم العلمي:Commelina somalensis)
- وعلان طويل الأوراق (الاسم العلمي:Commelina longifolia)
- وعلان عريض الأوراق (الاسم العلمي:Commelina latifolia)
- وعلان غشائي (الاسم العلمي:Commelina membranacea)
- وعلان فلفيتشي (الاسم العلمي:Commelina welwitschii)
- وعلان فنديريستي (الاسم العلمي:Commelina vanderystii)
- وعلان فورسكالي (الاسم العلمي:Commelina forsskalii)
- وعلان قائم (الاسم العلمي:Commelina erecta)
- وعلان كاروليني (الاسم العلمي:Commelina caroliniana)
- وعلان كبير البذور (الاسم العلمي:Commelina macrosperma)
- وعلان كليمنجاروي (الاسم العلمي:Commelina kilimandscharica)
- وعلان كوفدونتي (الاسم العلمي:Commelina cufodontii)
- وعلان لالحوي (الاسم العلمي:Commelina imberbis)
- وعلان لحوي (الاسم العلمي:Commelina barbata)
- وعلان لوزوني (الاسم العلمي:Commelina luzonensis)
- وعلان مائل (الاسم العلمي:Commelina obliqua)
- وعلان مبقع (الاسم العلمي:Commelina maculata)
- وعلان مبكر النضج (الاسم العلمي:Commelina praecox)
- وعلان مبيض (الاسم العلمي:Commelina albescens)
- وعلان متشعب (الاسم العلمي:Commelina ramosissima)
- وعلان متموج (الاسم العلمي:Commelina undulata)
- وعلان مخرزي الشكل (الاسم العلمي:Commelina subulata)
- وعلان مخملي (الاسم العلمي:Commelina velutina)
- وعلان مدغشقري (الاسم العلمي:Commelina madagascarica)
- وعلان مزدحم (الاسم العلمي:Commelina congesta)
- وعلان مسطح الأوراق (الاسم العلمي:Commelina platyphylla)
- وعلان مطبق (الاسم العلمي:Commelina indehiscens)
- وعلان معرق الأوراق (الاسم العلمي:Commelina neurophylla)
- وعلان مقلم (الاسم العلمي:Commelina clavata)
- وعلان ملتف الساق (الاسم العلمي:Commelina amplexicaulis)
- وعلان منتشر (الاسم العلمي:Commelina diffusa)
- وعلان منحني (الاسم العلمي:Commelina deflexa)
- وعلان منظاري (الاسم العلمي:Commelina spectabilis)
- وعلان منعكس (الاسم العلمي:Commelina reflexa)
- وعلان مهدب (الاسم العلمي:Commelina ciliata)
- وعلان ميركري (الاسم العلمي:Commelina merkeri)
- وعلان ناصع (الاسم العلمي:Commelina nivea)
- وعلان نهري (الاسم العلمي:Commelina fluviatilis)
- وعلان هايتي (الاسم العلمي:Commelina haitiensis)
- وعلان همبلوتي (الاسم العلمي:Commelina humblotii)
- وعلان هوكي (الاسم العلمي:Commelina hockii)
- وعلان وافر (الاسم العلمي:Commelina opulens)
- وعلان واهي (الاسم العلمي:Commelina attenuata)
- وعلان وايتي (الاسم العلمي:Commelina wightii)
- وعلان وبري (الاسم العلمي:Commelina villosa)
- وعلان وضيع (الاسم العلمي:Commelina demissa)
- وعلان أجرد (الاسم العلمي:Commelina glabrata)
- وعلان أزغب (الاسم العلمي:Commelina pubescens)
- وعلان أزغب العروق (الاسم العلمي:Commelina pubinervis)
- وعلان أصفر (الاسم العلمي:Commelina lutea)
- وعلان ثنائي القنابة (الاسم العلمي:Commelina bibracteata)
- وعلان خفي (الاسم العلمي:Commelina clandestina)
- وعلان شيطاني (الاسم العلمي:Commelina diabolica)
- وعلان عامودي (الاسم العلمي:Commelina fastigiata)
- وعلان عثكولي (الاسم العلمي:Commelina paniculata)
- وعلان غامض (الاسم العلمي:Commelina dubia)
- وعلان كبير الأزهار (الاسم العلمي:Commelina grandiflora)
- وعلان لامع (الاسم العلمي:Commelina nitens)
- وعلان ياباني (الاسم العلمي:Commelina nipponica)
- (الاسم العلمي:Commelina acutispatha)
- (الاسم العلمي:Commelina acutissima)
- (الاسم العلمي:Commelina agrostophylla)
- (الاسم العلمي:Commelina ascendens)
- (الاسم العلمي:Commelina assurgens)
- (الاسم العلمي:Commelina aurantiiflora)
- (الاسم العلمي:Commelina avenifolia)
- (الاسم العلمي:Commelina bambusifolia)
- (الاسم العلمي:Commelina bambusifolioides)
- (الاسم العلمي:Commelina bangii)
- (الاسم العلمي:Commelina beccariana)
- (الاسم العلمي:Commelina bella)
- (الاسم العلمي:Commelina benghalensis)
- (الاسم العلمي:Commelina bianoensis)
- (الاسم العلمي:Commelina boissieriana)
- (الاسم العلمي:Commelina boucheana)
- (الاسم العلمي:Commelina bracteosa)
- (الاسم العلمي:Commelina bravoa)
- (الاسم العلمي:Commelina cameroonensis)
- (الاسم العلمي:Commelina carsonii)
- (الاسم العلمي:Commelina cecilae)
- (الاسم العلمي:Commelina claessensii)
- (الاسم العلمي:Commelina clarkeana)
- (الاسم العلمي:Commelina clarkeana)
- (الاسم العلمي:Commelina commelinoides)
- (الاسم العلمي:Commelina communis)
- (الاسم العلمي:Commelina congestipantha)
- (الاسم العلمي:Commelina corbisieri)
- (الاسم العلمي:Commelina corradii)
- (الاسم العلمي:Commelina crassicaulis)
- (الاسم العلمي:Commelina critica)
- (الاسم العلمي:Commelina cyanantha)
- (الاسم العلمي:Commelina dammeriana)
- (الاسم العلمي:Commelina dekindtiana)
- (الاسم العلمي:Commelina dianthifolia)
- (الاسم العلمي:Commelina droogmansiana)
- (الاسم العلمي:Commelina echinulata)
- (الاسم العلمي:Commelina eckloniana)
- (الاسم العلمي:Commelina elgonensis)
- (الاسم العلمي:Commelina firma)
- (الاسم العلمي:Commelina foliacea)
- (الاسم العلمي:Commelina forskaolii)
- (الاسم العلمي:Commelina gelatinosa)
- (الاسم العلمي:Commelina giorgii)
- (الاسم العلمي:Commelina gourmaensis)
- (الاسم العلمي:Commelina graminifolia)
- (الاسم العلمي:Commelina grossa)
- (الاسم العلمي:Commelina guaranitica)
- (الاسم العلمي:Commelina harcocuskii)
- (الاسم العلمي:Commelina heterosperma)
- (الاسم العلمي:Commelina hoffmanni)
- (الاسم العلمي:Commelina holubii)
- (الاسم العلمي:Commelina homblei)
- (الاسم العلمي:Commelina huillensis)
- (الاسم العلمي:Commelina ignorata)
- (الاسم العلمي:Commelina irumuensis)
- (الاسم العلمي:Commelina kapiriensis)
- (الاسم العلمي:Commelina kilanga)
- (الاسم العلمي:Commelina kisantuensis)
- (الاسم العلمي:Commelina kituloensis)
- (الاسم العلمي:Commelina lagosensis)
- (الاسم العلمي:Commelina livingstonii)
- (الاسم العلمي:Commelina longicapsa)
- (الاسم العلمي:Commelina loniceroides)
- (الاسم العلمي:Commelina loureiroi)
- (الاسم العلمي:Commelina lukei)
- (الاسم العلمي:Commelina lukonzolwensis)
- (الاسم العلمي:Commelina luteiflora)
- (الاسم العلمي:Commelina macrospatha)
- (الاسم العلمي:Commelina martyrum)
- (الاسم العلمي:Commelina mascarenica)
- (الاسم العلمي:Commelina mathewsii)
- (الاسم العلمي:Commelina melanorrhiza)
- (الاسم العلمي:Commelina mensensis)
- (الاسم العلمي:Commelina microspatha)
- (الاسم العلمي:Commelina milne-redheadii)
- (الاسم العلمي:Commelina montigena)
- (الاسم العلمي:Commelina mwatayamvoana)
- (الاسم العلمي:Commelina nairobiensis)
- (الاسم العلمي:Commelina nigritana)
- (الاسم العلمي:Commelina nyasensis)
- (الاسم العلمي:Commelina oligotricha)
- (الاسم العلمي:Commelina orchidophylla)
- (الاسم العلمي:Commelina paleata)
- (الاسم العلمي:Commelina phaeochaeta)
- (الاسم العلمي:Commelina phalangoides)
- (الاسم العلمي:Commelina polhillii)
- (الاسم العلمي:Commelina pseudopurpurea)
- (الاسم العلمي:Commelina pseudoscaposa)
- (الاسم العلمي:Commelina pseudo-zanonia)
- (الاسم العلمي:Commelina pycnospatha)
- (الاسم العلمي:Commelina pynaertii)
- (الاسم العلمي:Commelina pyrrhoblepharis)
- (الاسم العلمي:Commelina quarrei)
- (الاسم العلمي:Commelina queretarensis)
- (الاسم العلمي:Commelina quitensis)
- (الاسم العلمي:Commelina rafinesquei)
- (الاسم العلمي:Commelina ramulosa)
- (الاسم العلمي:Commelina reygaertii)
- (الاسم العلمي:Commelina rhodesica)
- (الاسم العلمي:Commelina robynsii)
- (الاسم العلمي:Commelina rogersii)
- (الاسم العلمي:Commelina rorigera)
- (الاسم العلمي:Commelina rotusta)
- (الاسم العلمي:Commelina ruandensis)
- (الاسم العلمي:Commelina rufipes)
- (الاسم العلمي:Commelina rufociliata)
- (الاسم العلمي:Commelina rumphii)
- (الاسم العلمي:Commelina rupiphraga)
- (الاسم العلمي:Commelina rzedowskii)
- (الاسم العلمي:Commelina sabatieri)
- (الاسم العلمي:Commelina saxosa)
- (الاسم العلمي:Commelina schinzii)
- (الاسم العلمي:Commelina schomburgkiana)
- (الاسم العلمي:Commelina shinsendaensis)
- (الاسم العلمي:Commelina singularis)
- (الاسم العلمي:Commelina socorrogonzaleziae)
- (الاسم العلمي:Commelina sphaerorrhizoma)
- (الاسم العلمي:Commelina standleyi)
- (الاسم العلمي:Commelina stefaniniana)
- (الاسم العلمي:Commelina subcucullata)
- (الاسم العلمي:Commelina subscabrifolia)
- (الاسم العلمي:Commelina texcocana)
- (الاسم العلمي:Commelina trachysperma)
- (الاسم العلمي:Commelina transversifolia)
- (الاسم العلمي:Commelina triangulispatha)
- (الاسم العلمي:Commelina tricarinata)
- (الاسم العلمي:Commelina trilobosperma)
- (الاسم العلمي:Commelina ussilensis)
- (الاسم العلمي:Commelina vermoesenii)
- (الاسم العلمي:Commelina virginica)
- (الاسم العلمي:Commelina zambesica)
- (الاسم العلمي:Commelina zigzag)
- (الاسم العلمي:Commelina frutescens)
- (الاسم العلمي:Commelina suffruticosa)
- (الاسم العلمي:Commelina grandis)
- (الاسم العلمي:Commelina major)